# Denis Papin
Denis Papin   (Chitenay, 22 d'agost de 1647 - Londres, 26 d'agost de 1713) va ser un físic i inventor francès.

## La vida a França
Va néixer a Blois. Papin va assistir a una escola jesuïta, i des del 1661 va assistir a la Universitat d'Angers, on es va graduar amb un títol en medicina el 1669. El 1673, mentre treballava amb Christiaan Huygens i Gottfried Leibniz, a París, es va interessar en l'ús del buit per a generar energia motriu.

## Primera visita a Londres
Papin va visitar per primera vegada Londres el 1675, i va treballar amb Robert Boyle, on va publicar un sumari dels seus treballs: Continuation of New Experiments (Continuació de nous experiments, 1680). Durant aquest període, Papin va inventar el digestor de vapor, una mena d'olla de pressió amb una vàlvula de seguretat. Es va dirigir al Royal Society de Londres per primera vegada informant sobre el seu digestor el 1679. Va romandre a Londres fins al 1687 aproximadament, abandonant aquesta ciutat per esdevenir professor de matemàtiques a la universitat de Marburg (Alemanya).

## Alemanya

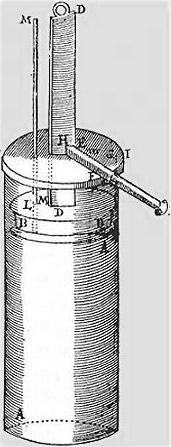
La primera màquina a vapor de pistó, 1690.

Com hugonot, Papin es va veure molt afectat per les restriccions creixents imposades als protestants pel rei Lluís XIV de França i la revocació definitiva de l'Edicte de Nantes el 1685. A Alemanya va viure amb companys exiliats hugonots de França.
El 1689, Papin va suggerir una campana de busseig que podia gestionar la pressió i l'aire interior amb una bomba de força o de manxa. L'enginyer John Smeaton va utilitzar aquest disseny el 1789.
Mentre era Marburg el 1690, havent observat l'energia mecànica de la pressió atmosfèrica en el seu digestor, va construir el model d'una màquina de vapor de pistó, la primera del seu tipus.
Papin va continuar treballant en els motors de vapor els següents quinze anys. El 1695 es va traslladar de Marburg a Kassel, per ocupar el càrrec de conseller del landgrave de Hessen. El 1705 va desenvolupar un motor de vapor amb l'ajuda de Gottfried Leibniz, sobre la base d'una invenció de Thomas Savery, però utilitzant la pressió de vapor en lloc de la pressió atmosfèrica. Els detalls del motor van ser publicats en 1707.

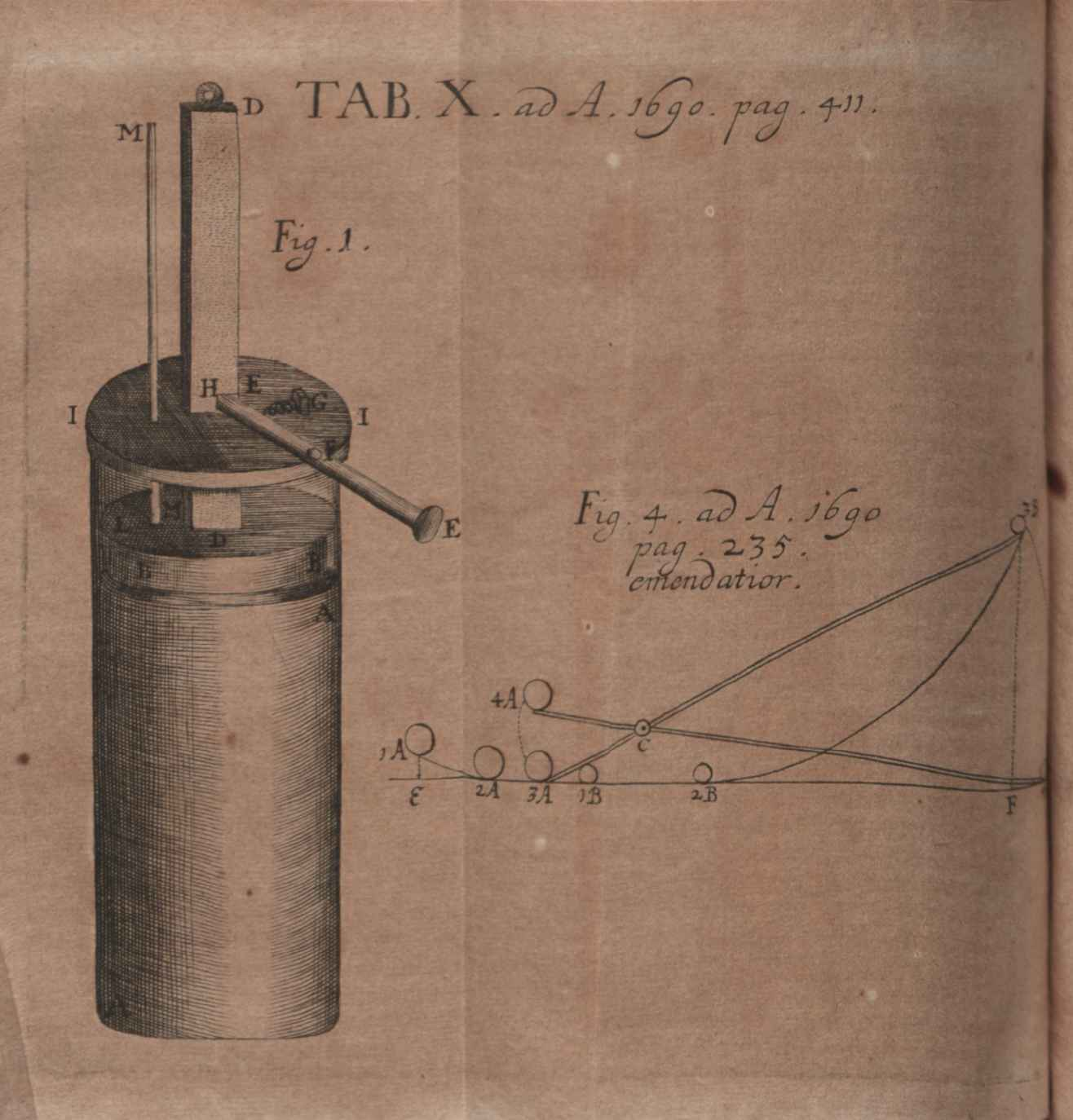
Il·lustració de Nova methodus ad vires motrices ... (Acta eruditorum, 1690)

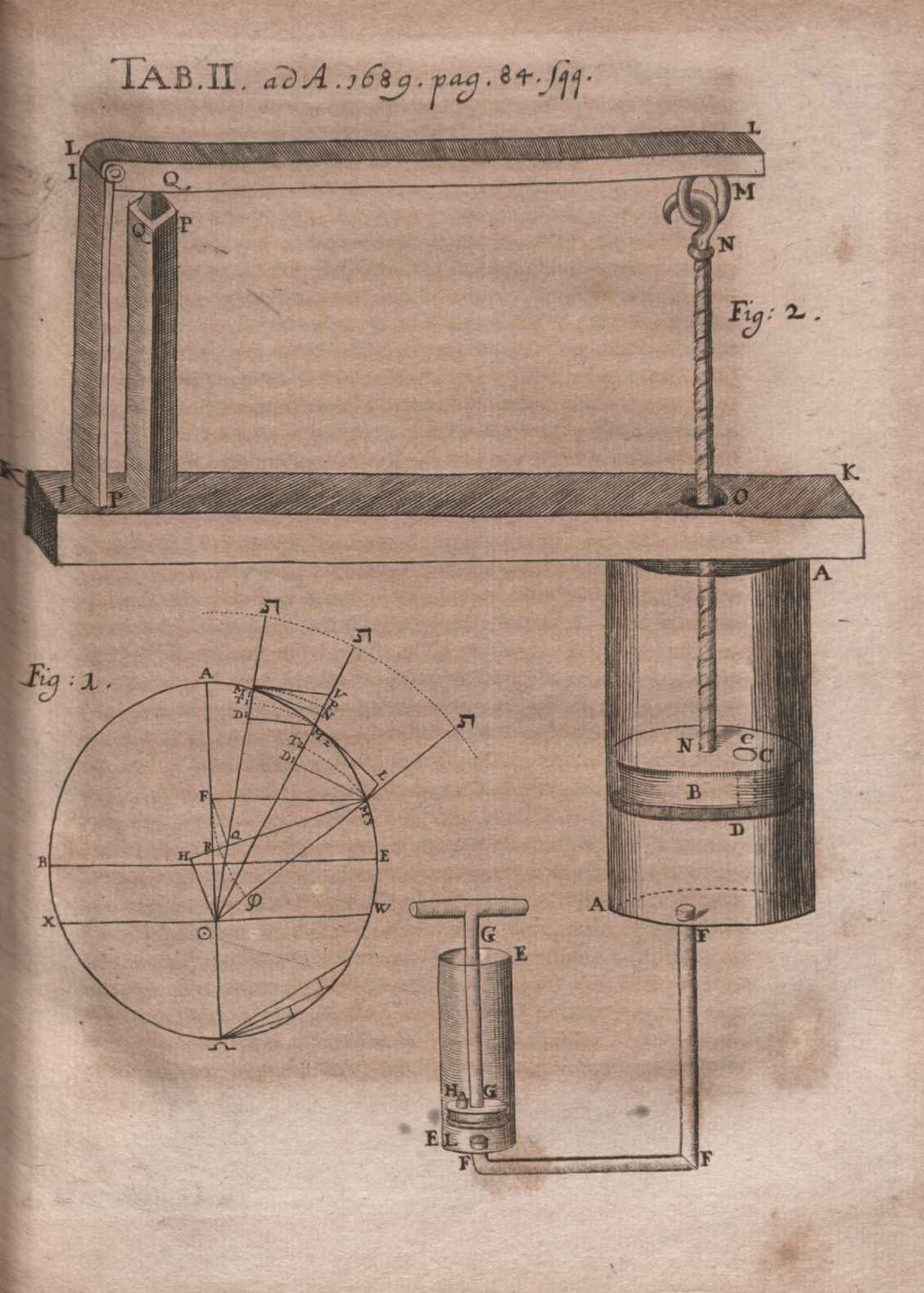
Il·lustració de Dionysii Papini descriptio torcularis (Acta eruditorum, 1689)

Durant la seva estada a Kassel, Alemanya, el 1704, també va construir un vaixell impulsat per la seva màquina de vapor. El motor estava mecànicament vinculat als rems. Això el convertiria en el primer enaconstruir un vaixell de vapor (o qualsevol altre vehicle de vapor).

## Retorn a Londres
Papin va tornar a Londres el 1707, deixant la seva dona a Alemanya. Diversos dels seus treballs van presentats a la Royal Society entre 1707 i 1712, sense pagar-li res, de la qual cosa es queixava amargament. Les idees de Papin van incloure una descripció del seu motor atmosfèric de vapor el 1690, similar al construït i posat en ús per Thomas Newcomen el 1712, any que casualment sembla l'any de la mort de Papin. Encara que no hi ha evidència de joc brut, les intrigues polítiques i religioses afectaren a la ciència del moment, així com les rivalitats personals. Com amic de Leibniz, Papin hauria estat en desacord amb Isaac Newton, president de la Royal Society.
L'última evidència sobre el parador de Papin és una carta que va escriure a Hans Sloane amb data de 23 de gener del 1712. Es creu que va morir aquell mateix any i que va ser enterrat en un nínxol sense marcar. Segons algunes fonts Papin va poder traslladar-se amb posterioritat a Alemanya i morir allà entre 1714 i 1716, però és dubtós que pogués aconseguir els diners necessaris per costejar el viatge de tornada.